# Kyudo

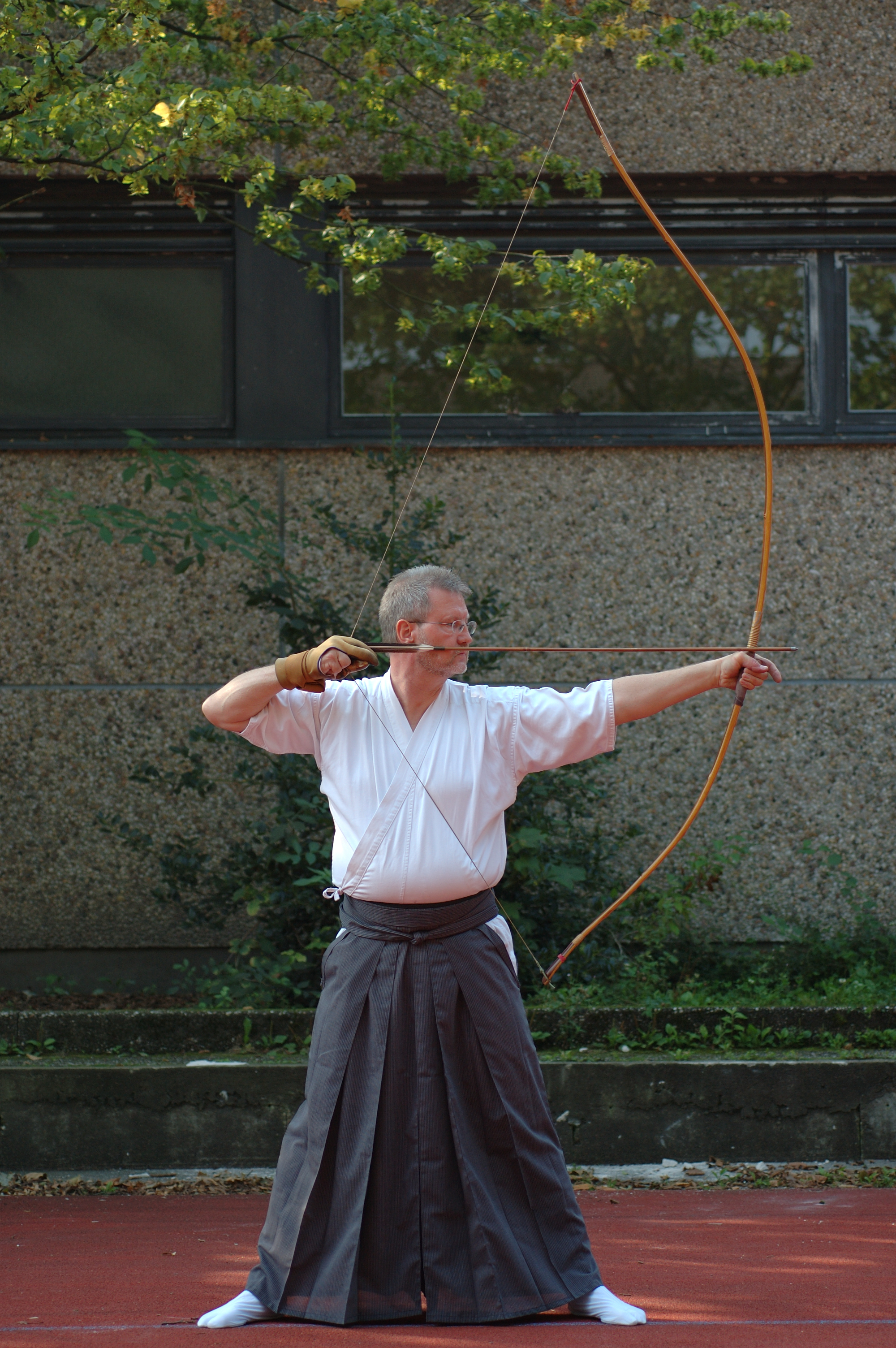
Kyudo-utövare.

Kyudo (japanska: 弓道?, kyūdō) är den moderna formen av bågskytte med traditionell japansk pilbåge. Kyudo är en gendai budo, det vill säga en modern japansk budokonst. Namnet kan översättas "bågens väg". Den organiseras i Sverige via Svenska kendoförbundet.

## Historik
Kyudo som sport etablerades i Japan i slutet av 1800-talet, då några bågskyttemästare ville väcka liv i den gamla bågskyttetraditionen. Det dröjde dock tills 1953 innan riktlinjer för tävlande och gradering fastställdes.
Den asymmetriska kyudobågen har äldre rötter. I kinesiska skrifter från runt år 500 f.Kr. berättas om den asymmetriska japanska bågen. Bågen användes sedan flitigt bland annat av krigarkasten samurajer från 1100-talet och framåt.

## Regler
Flera måltavlor finns i detta skytte. Standardtavlor är kasumi mato som är en 6-ringad tavla med 36 cm diameter och hoshi mato, en 2-ringad tavla med samma diameter. Skjutavstånd för båda är 28 meter. 
Kyudobågen har den egenheten att den är asymmetrisk – den är längre upptill än nertill. Pilen placeras alltså inte mitt på bågen, utan längre ner. Kyudoskytte utförs stiliserat och närmast rituellt, företrädesvis i grupp. Bågen är drygt två meter lång, pilen drygt en meter.

### Åtta steg
När man tränar kyudo arbetar man mycket med det som kallas hassetsu, vilket är de åtta momenten i ett skott. Detta utgör fundamentet i kyudo, och kan tränas helt utan utrustning eller med ett ordentligt gummiband fäst vid en pinne. Stegen är följande:
1. Ashibumi – att placera fötterna med ungefär en pillängds avstånd från varandra
2. Dozukuri – att spänna rätt muskler och placera kroppen korrekt
3. Yugamae – att föra fram bågen framför kroppen, och att ta rätt grepp om båge och sträng
4. Uchiokoshi – att lyfta bågen, med händerna högre än huvudet
5. Hikiwake – att dra bågen
6. Kai – att stå med bågen i fullt drag
7. Hanare – att släppa strängen och låta pilen flyga mot målet
8. Zanshin – att meditativt följa pilens flykt och reflektera över skottet

Det avslutande yudaoshi räknas inte som ett steg. Här avslutas proceduren, genom att sänka bågen och återgå till utgångsläge.

## Variant
I Japan utövas även Yabusame, en ritual med bågskytte till häst. 